# Ethel Lilian Voynich
Ethel Lilian Voynich, z domu Boole (ur. 11 maja 1864 w hrabstwie Cork w Irlandii, zm. 27 lipca 1960 w Nowym Jorku) – brytyjska pisarka i muzyczka o lewicowych poglądach. Jej ojcem był sławny matematyk brytyjski George Boole, a mężem – Polak Michał Wojnicz, znany jako odkrywca i badacz słynnego manuskryptu.
Na uniwersytecie berlińskim studiowała slawistykę, specjalizując się w filologii rosyjskiej. Podczas pobytu w Petersburgu zetknęła się z kręgami zrewolucjonizowanej inteligencji rosyjskiej, interesując się zwłaszcza działalnością „Woli Ludu”. Kontynuację tego stanowiły bliższe kontakty z emigrantami politycznymi różnych narodowości po powrocie do Londynu. W emigracyjnym środowisku polskim poznała przyszłego męża, poznając dzięki niemu także historię walk niepodległościowych narodu polskiego, co później znalazło literackie odbicie w powieści Oliwia Latham (1904).
Największy rozgłos przyniosła jej jednak powieść Szerszeń (The Gadfly), wydana w czerwcu roku 1897 w Stanach Zjednoczonych i we wrześniu tego samego roku w Anglii), opowiadająca o walce rewolucyjnej poprzedzającej zjednoczenie XIX-wiecznych Włoch. Pierwsze polskie tłumaczenie w przekładzie Marii Feldmanowej ukazało się w 1911 roku.
Antyklerykalno-rewolucyjna powieść była niezwykle popularna w Związku Radzieckim w czasach stalinowskich i jako odpowiednia ideologicznie została przetłumaczona na wiele języków bloku krajów satelickich, w tym również w Chińskiej Republice Ludowej. Do śmierci Ethel Voynich sprzedano w ZSRR 2,5 mln egzemplarzy tej książki.
W 1955 radziecki reżyser Aleksandr Fajntsimmer nakręcił według powieści film fabularny pod tym samym tytułem (ros. Овод), do którego muzykę skomponował Dmitrij Szostakowicz. W 1980 na kanwie powieści ponownie nakręcono film w reżyserii Nikołaja Maszczenki (w którym Andriej Charitonow otrzymał nagrodę „Złota Nimfa Monte Carlo” w roku 1981 za rolę Artura).